# Humberto Contreras
Humberto Contreras Canales (siglo XX-siglo XX) fue un futbolista chileno que jugaba de mediocampista izquierdo.
Participó como seleccionado nacional en los Juegos Olímpicos de Ámsterdam 1928.

## Trayectoria
Sus comienzos en el fútbol fueron en Valparaíso cuando se integró a las filas de Santiago Wanderers que se desempeñaba en la Liga de Valparaíso.
Al año siguiente se integró a las filas del Unión Deportiva Española que participaba en la Liga Central de Football de Santiago.
Posteriormente llegó a jugar en el Everton que jugaba en la Liga de Valparaíso siendo parte importante del equipo que conquistó el título en 1931.

## Selección nacional
Fue internacional con la selección chilena entre los años 1927 y 1928, participó en una edición del Torneo Olímpico de Fútbol. Disputó dos partidos oficiales.
Fue llamado para un amistoso ante Uruguay en el Valparaíso Sporting Club, durante la etapa de preparación para los Juegos Olímpicos de Ámsterdam.
Fue seleccionado para el Torneo Olímpico de Fútbol 1928, fue titular en el encuentro frente a Portugal por la primera ronda de los Juegos Olímpicos. Luego, Chile disputó un torneo de consuelo en el que saldría victorioso, sin embargo Humberto no vio acción en ese torneo.

### Participaciones en Juegos Olímpicos
| Torneo                  | Sede         | Resultado        | Partidos |
| ----------------------- | ------------ | ---------------- | -------- |
| Juegos Olímpicos 1928   | Ámsterdam    | Ronda preliminar | 1        |
| Torneo de Consuelo 1928 | Países Bajos | Campeón          | 0        |
| Total                   | Total        | Total            | 1        |

### Partidos internacionales
| 1     | 10 de diciembre de 1927 | Valparaíso Sporting Club, Viña del Mar, Chile | Chile      | 2-3 | Uruguay | Amistoso              |
| 2     | 27 de mayo de 1928      | Estadio Olímpico, Ámsterdam, Países Bajos     | Portugal   | 4-2 | Chile   | Juegos Olímpicos 1928 |
| Total |                         |                                               | Presencias | 2   |         |                       |

## Clubes
| Club                     | País  | Año         |
| ------------------------ | ----- | ----------- |
| Santiago Wanderers       | Chile | 1927 - 1927 |
| Unión Deportiva Española | Chile | 1928 - 1928 |
| Everton                  | Chile | 1929 - 1932 |

## Palmarés

### Torneos locales
| Título                                             | Club                     | País  | Año  |
| -------------------------------------------------- | ------------------------ | ----- | ---- |
| Serie A de la Liga Central de Football de Santiago | Unión Deportiva Española | Chile | 1928 |
| Liga de Valparaíso                                 | Everton                  | Chile | 1931 |